# Prima battaglia di Bedriaco
La prima battaglia di Bedriaco fu combattuta il 14 aprile 69 a Bedriaco, vicino a Calvatone (CR) tra l'esercito di Otone e quello di Vitellio, due pretendenti al trono dell'Impero romano dopo la morte di Nerone e Galba, nel cosiddetto anno dei quattro imperatori.

## Contesto storico
Dopo la battaglia di Forum Iulii, di locus Castorum, e  alcuni scontri di poco conto combattuti fra l'esercito di Vitellio e quello otoniano di Marzio Macro si decise di non lasciare la direzione della battaglia decisiva fra i suoi eserciti a Otone, il quale avrebbe aspettato l'esito a sud del fiume Po, andandosene a Brescello. Con questa decisione si perdevano però le valenti coorti pretoriane, che rimanevano con l'imperatore, e quelle degli esploratori e di cavalieri; fu scosso inoltre il coraggio di chi sarebbe rimasto a combattere, poiché ci si fidava solo di Otone, non dei capi, così come egli stesso non aveva fiducia che in loro.
Otone incalzava che combattessero al più presto, in quanto così era stato deciso, sebbene Svetonio Paolino, Mario Celso e Annio Gallo ne fossero contrari, mentre i nemici non avrebbero potuto ricevere rinforzi, loro presto sarebbero stati soccorsi dalla legio XIV e ne avevano molte altre in serbo che potessero aiutarli. Inoltre non c'era più frumento per l'esercito nemico, e se la guerra si fosse protratta fino all'estate, i Germani si sarebbero infiacchiti perché non avvezzi al cambiamento del clima. Loro invece avevano denari, cibo e soldati avvezzi al clima d'Italia, oltre che alla possibilità di difendersi a lungo grazie al Po e alle città fortificate come Piacenza, che era sopravvissuta all'assedio. Tuttavia quelli che comandavano veramente l'esercito, pur avendo molta meno esperienza, erano il fratello di Otone, Tiziano, come comandante supremo e il prefetto del pretorio Licinio Proculo, e loro condivano le decisioni con l'adulazione, per non essere contraddetti. Paolino e Celso non erano invece ascoltati, e servivano a coprire l'errore altrui con il loro essere ufficialmente comandanti.

## Antefatto
Partito quindi Otone, l'esercito da Bedriaco spinse il campo a quattro miglia di distanza verso Cremona e si discusse su come ingaggiare battaglia. Poi si marciò verso la confluenza fra il Po e l'Arda, distante 16 miglia, per ingaggiare il nemico, arrivando a poca distanza da esso, che aveva compiuto solo 4 miglia ed era armato alla leggera. Celso e Paolino non volevano esporre i soldati poiché i nemici erano molto più freschi e non si sarebbero fatti scrupoli ad attaccarli, ma era giunto un cavaliere Numida con l'ordine di Otone di accelerare i tempi, ordine sostenuto da Tiziano e Proculo che imponevano la propria autorità.

## Battaglia
Quello stesso giorno Cecina, mentre stava facendo costruire il ponte presso il quale di lì a poco Varo Alfeno con i Batavi avrebbe combattuto contro Marzio Macro, ricevette l'annuncio della vicinanza del nemico e, ritornando al campo, trovò il segnale di battaglia già dato da Fabio Valente. Mentre si sorteggiavano le posizioni delle legioni nello schieramento, la cavalleria si lanciò in avanti e fu solo per la Legio I Italica che questa non venne ricacciata dietro il vallo da pochi otoniani, poiché quando la cavalleria fuggì di fronte al nemico, la legione italica sguainò i pugnali minacciando i fuggitivi, costringendoli a tornare all'attacco. Lo schieramento dei vitelliani avvenne senza trambusto, poiché sebbene il nemico fosse vicino, una coltre di arbusti ne copriva le armi e quindi la paura non colse le truppe.
Gli otoniani invece si trovarono davanti al nemico nello scompiglio, essendoci carriaggi mischiati fra le truppe ed essendo in quel punto il passaggio troppo stretto anche per una schiera marciante ordinata a causa di ripidi fossati ad ambo i lati. Ci si accalcava attorno alle proprie insegne o le si cercava, e c'era scompiglio fra chi, a seconda del coraggio, cercava di prendere posizione in prima o ultima fila.
Nell'esercito di Otone si era diffusa poi la menzognera diceria che l'esercito di Vitellio lo aveva abbandonato ed era dalla loro parte. Non si sa se l'avessero diffusa le spie di Vitellio o se fosse nata nello stesso esercito di Otone, fatto sta che, abbandonato il loro ardore guerriero, molti otoniani salutarono inaspettatamente il nemico. Il nemico rispose con un mormorio ostile, mentre molti otoniani, ignari del motivo di questo saluto, temettero il tradimento.
Poco dopo la schiera nemica irruppe con impeto, superiore in numero e in ardore, e gli otoniani, sebbene sparsi, stanchi e pochi, combatterono con coraggio. Si lottava su un terreno spesso impervio, fra alberi e vitigni, in drappelli scomposti o in manipoli serrati, mentre sulla strada rialzata si combatteva scudo contro scudo e corpo a corpo, dopo aver esauriti i giavellotti.
Fra il Po e la strada si scontrarono, per caso, la legio XXI Rapax (di Vitellio) e la legio I Adiutrix (di Otone), e per quest'ultima questa era la prima battaglia (sebbene Tacito la documenti anche in quella di locus Castorum). I primani, avidi di gloria, abbatterono l'avanguardia nemica, e le presero l'aquila. I soldati della ventunesima, addolorati, si rianimarono, e con ardore respinsero la prima, tolsero al nemico molte insegne e uccisero il legato nemico Orfidio Benigno. Da un'altra parte si scontrarono invece la legio V Alaudae (vitelliana) e il reparto della legio XIII Gemina di cui Tacito parla nella battaglia di locus Castorum, e quest'ultima venne respinta. La vessillazione della legio XIV presente sul campo fu circondata dal precipitarsi di un numero superiore di soldati.
Mentre i capi di parte otoniana erano già da tempo in fuga, Cecina e Valente gestivano le truppe di riserva rafforzando i punti che ne necessitavano. Si aggiunse a un certo punto l'ausilio delle coorti batave di Alfeno Varo, di ritorno dalla vittoriosa battaglia sul Po contro Marzio Macro. Egli quindi si gettò contro un fianco dello schieramento dei nemici.

## Fuga e resa
Sfondato il centro dello schieramento, gli otoniani fuggirono in disordine verso Bedriaco, la strada verso il quale era lunga e ingombra di caduti, e quindi la carneficina fu enorme poiché nelle guerre civili non si fanno prigionieri.
Svetonio Paolino e Licinio Proculo evitarono l'accampamento per strade diverse, mentre per un panico irragionevole i soldati fuggiaschi si rivoltarono contro il legato della XIII, appena questi entrò nel campo che ancora era alto il giorno. Fu insultato e colpito, accusato di diserzione e tradimento, non perché colpevole, ma perché il volgo tende a rinfacciare ad altri la propria debolezza. Tiziano e Celso furono favoriti dal buio, sfuggendo così all'ira dei soldati, che vennero persuasi alla ragione da Annio Gallio solo di notte. Gli unici a perorare nell'indignazione per una battaglia secondo loro persa per tradimento furono i pretoriani, che notavano come l'esercito di Otone non avesse mandato in battaglia molte truppe che invece erano presso l'imperatore stesso, distaccamenti di tre legioni inviati dalla Mesia (VII Claudiana, VIII Augusta e III Gallia) e molti soldati rimasti presso Bedriaco. E a questo contrapponevano le enormi perdite comunque subite da Vitellio: la cavalleria era stata respinta e un'aquila presa.
L'esercito di Vitellio si posizionò a 5 miglia da Bedriaco, sia che volessero differire l'assalto, sia che aspettassero la resa. Questo accadde sebbene i soldati non avessero di che proteggersi di notte essendo usciti solo a dar battaglia. Il giorno seguente gli otoniani mandarono un'ambasceria per la resa, che fu accettata dai vitelliani. Fu quindi aperto il vallo dell'accampamento e ci si sciolse in un pianto per i lutti provocati dalla guerra civile. Ritrovato il corpo del comandante Orfidio, venne arso come da prassi, e, mentre pochi corpi furono sepolti, tutti gli altri furono lasciati sul campo.

## Conseguenze
Otone, venuto a conoscenza dell'esito della battaglia e non ascoltando coloro che gli consigliavano di proseguire nella guerra servendosi delle sue numerose altre risorse militari e finanziarie (Tacito dice che i denari "nelle discordie civili valgono ben più delle armi"), decise di togliersi la vita. Morì quindi il 16 aprile 69.